# Nécropole de la Maison ducale
La Nécropole de la Maison ducale (en italien : Necropoli di Casa del Duca) est un site archéologique de l'île d'Elbe. La nécropole  est située près du hameau de San Giovanni, une frazione de la commune de Portoferraio, dans la province de Livourne en Toscane.

## Description
Découverte en 1872 par Carlo Bagnoli et analysée par les archéologues Gaetano Chierici et Pio Mantovani, la nécropole a été utilisée de la fin du Ve jusqu'à la fin du IIe siècle av. J.-C. et était composée d'un total de quatre sépultures.
La plus ancienne, d'origine étrusque, était une sépulture féminine et comprenait de riches objets funéraires constitués d'un collier en or à petits globes, une boucle d'oreille en argent avec pampilles, une fibule en argent, un collier à petits globes en pâte de verre, un élément de collier en stéatite, sept pendentifs en bronze, un miroir en bronze, une situle en bronze, un fuseau, un ustensile de toilette en bronze.
Les trois autres sépultures, d'origine  romaine, contenaient trois candélabres en bronze, un infundibulum à anse zoomorphe, huit vases peints en noir (quatre patères, deux coupes, un lécythe et un kantharos), un olpé de production ibérique, une cruche de Empúries, un lacrymatoire, un lagynos et dix pots en terre cuite (six vases, un couvercle, une patère, une coupe et une vase globulaire avec organes génitaux masculins et féminins en relief).

Dans le rapport de 1872, Gaetano Chierici a écrit :

« Les fosses dans lesquelles étaient placés les cadavres, d'un demi-mètre à un mètre de profondeur, étaient remplies de terre mélangée avec beaucoup de graviers grossiers et fins et aucune pierre ne les enfermait. »

Les artéfacts trouvés sont conservés dans le musée civique du palais San Francesco de Reggio Emilia.